# Wasserschloss Burgberg

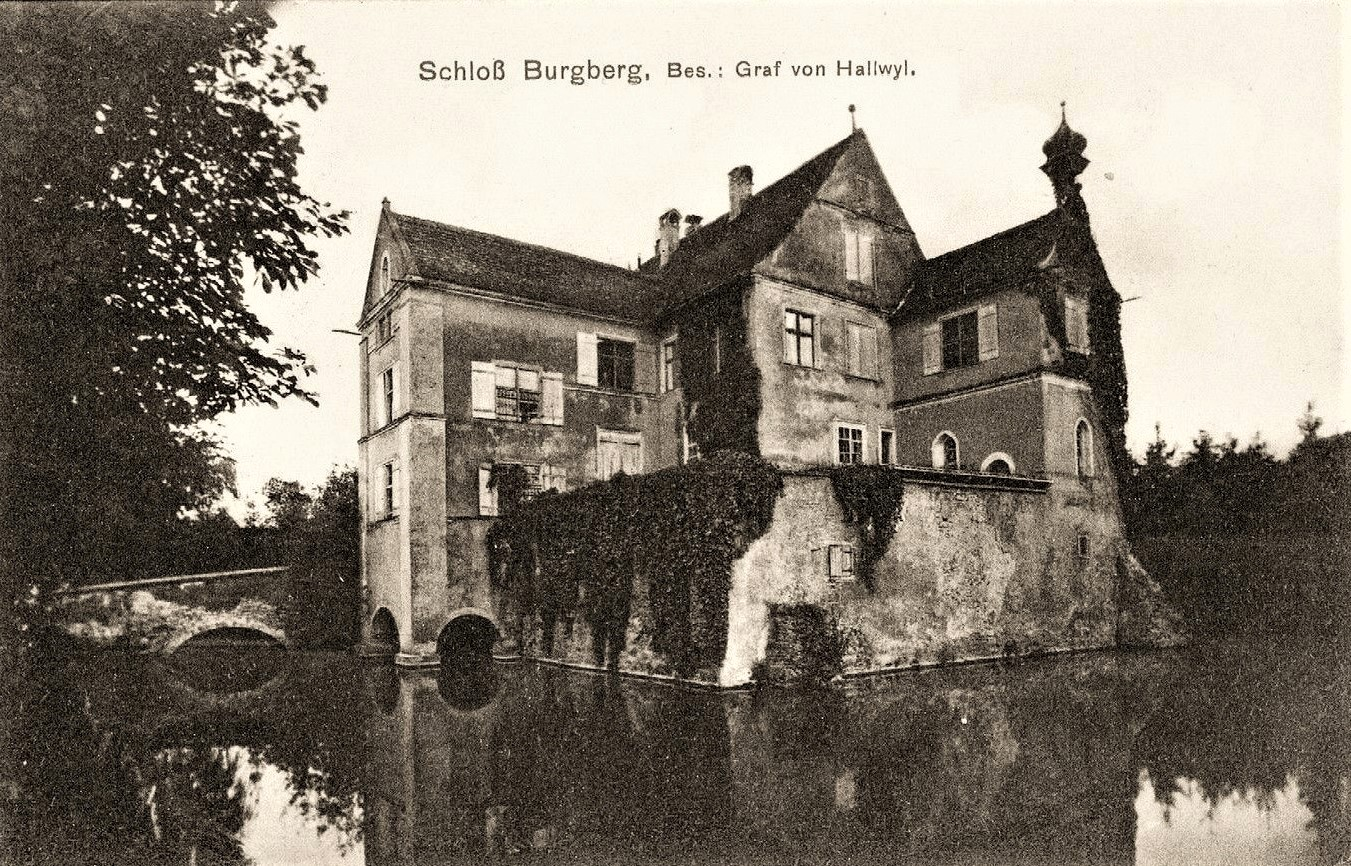
Wasserschloss Burgberg um 1888

Das Schloss Burgberg (oder Wasserschloss Burgberg) ist ein Wasserschloss auf dem Burgberg im Nordosten der Stadt Überlingen im Bodenseekreis in Baden-Württemberg. Das denkmalgeschützte Schloss stammt größtenteils aus dem letzten Drittel des 17. Jahrhunderts, befindet sich aber an der Stelle eines älteren Wasserschlosses, das auf das Jahr 1374 zurückgeht. Es befindet sich in Privatbesitz und ist für die Öffentlichkeit nicht zugänglich.

## Geschichte
Die erste urkundliche Erwähnung des Burgbergs stammt vermutlich aus dem Jahr 1116, als ein Herr von Burgberg aus dem Linzgau genannt wird, wobei es als nicht gesichert gilt, dass der Burgberg bei Überlingen gemeint war. Im frühen 13. Jahrhundert wurde dann eine Burg im Burgberger Hölzle bei Überlingen erwähnt, die sich im Besitz des aus Ravensburg stammenden Adelsgeschlechts Schmalegg befand. Angeblich war der (aus drei Hügeln bestehende) Burgberg zu dieser Zeit Sitz von zwei Burgen.
Das Burgberggebiet war von 1280 bis um 1337 im Eigentum der Überlinger Johanniterkommende, die Gemarkung reichte während dieser Zeit bis zur Reutemühle bei Bambergen. Nachdem der Burgberg zwischenzeitlich den Herren von Wolfurt gehört hatte, kam er Mitte des 14. Jahrhunderts in Besitz der Herren von Wil.

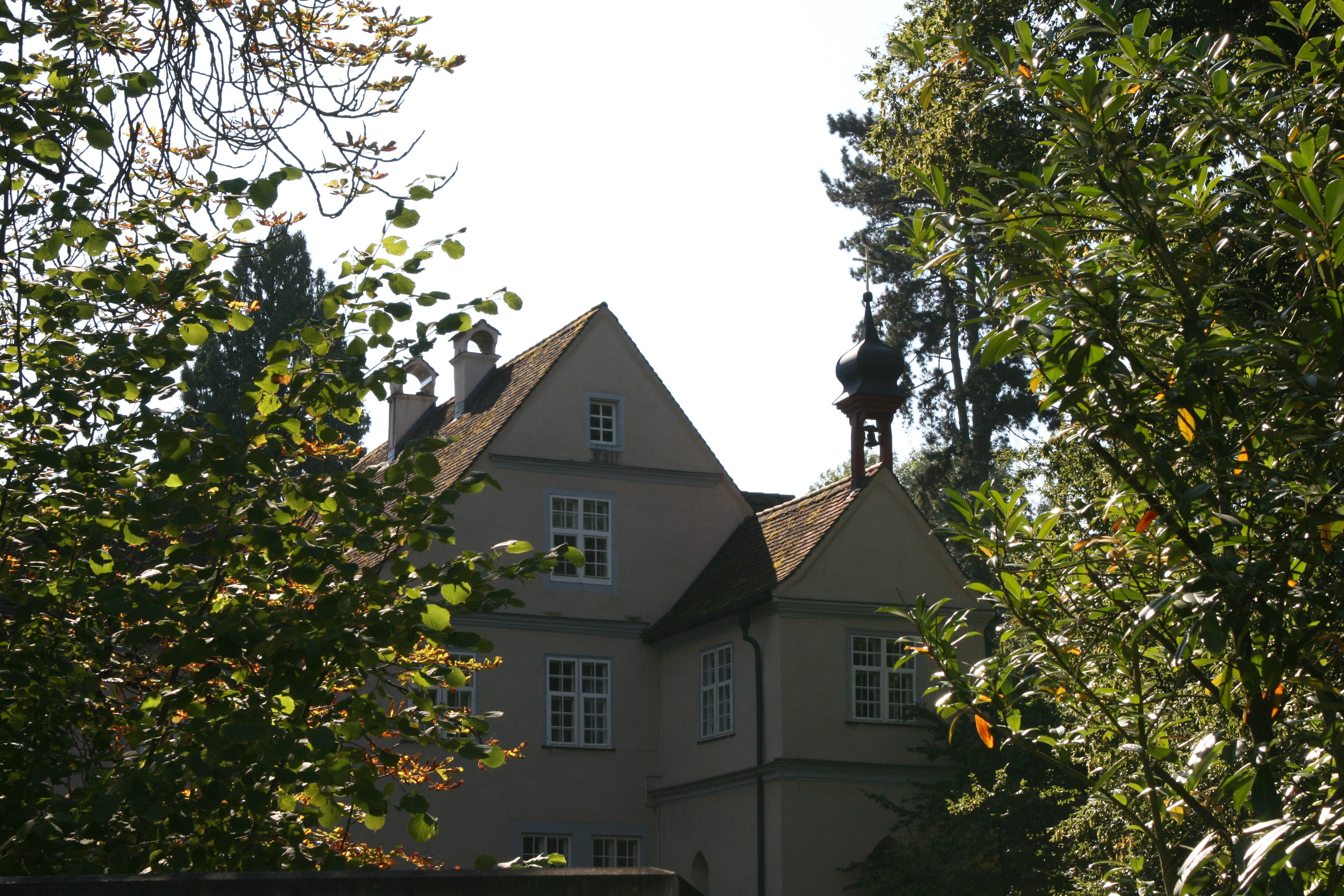
Schloss Burgberg, vorne rechts die ehemalige Schlosskapelle

Um 1374 ließ Ulrich von Wil ein Wirtschaftsgebäude (dessen Grundmauern wahrscheinlich auf eine mittelalterliche Wasserburg zurückgingen) zu einem Wasserschloss umbauen. Es befand sich zwischen den drei Burgberg-Hügeln (Sonnenberg, Schatzberg und Grethalde), an der Stelle des heutigen Wasserschlosses. Nach weiteren Besitzerwechseln im 15. Jahrhundert erwarb schließlich die Reichsabtei Rot an der Rot den Burgberg (samt Wasserschloss, Schlosskapelle, Burgruinen, Mühlen und Weinanbau). Zweihundert Jahre lang war der Burgberg im Eigentum der Reichsabtei.
In den 1580er Jahren wurde das Wasserschloss grundlegend umgebaut. Als Ersatz für eine alte Kapelle entstand dabei auch der Anbau der heute noch erhaltenen Schlosskapelle. Sie wurde 1588 dem (seit 1582 als Heilig verehrten) Stifter des Prämonstratenserordens, Norbert von Xanten gewidmet. Neben einer geschnitzten Statue Norberts von Xanten fand auch eine der hl. Verena (Patronin des Klosters Rot) Platz in der kleinen Schlosskapelle, auch Fresken wurden im Innern angebracht. 1932 wurde eines dieser Freskos, das Norbert von Xanten als Bischof zeigt, wieder freigelegt.
Durch einen Vertrag zwischen der Reichsstadt Überlingen und der Reichsabtei Rot im Jahr 1680 erlangte die Gemarkung Burgberg die Unabhängigkeit (mit eigener niederer Gerichtsbarkeit) von Überlingen (bis 1888).
Nachdem das Wasserschloss im Dreißigjährigen Krieg niedergebrannt worden war, entstand in den 1680er Jahren größtenteils ein Neubau des als Lusthaus bezeichneten und heute erhaltenen Schlosses. Dieser Bau wurde unter anderem mit einem großzügigen barocken Treppenhaus, mehreren aufwändig gestalteten Stuckdecken der Wessobrunner Schule, einem Majolika-Kachelofen sowie zwei kleinen Dachreitern mit Zwiebeltürmen (einer auf dem Dach der Schlosskapelle) ausgestattet.
Nach zweihundert Jahren im Besitz der Reichsabtei Rot verkauften die Äbte 1692 das gesamte Burgberggebiet an die Überlinger Patrizierfamilie Reutlinger. Der Besitzerwechsel kam daher zustande, da häufig Auseinandersetzungen mit den Überlinger Bürgern und vor allem mit dem Stadtrat um die Rechte des Weinanbaus und -ausschanks auf dem Burgberg entstanden. Der Weinhandel war für die Reichsstadt (neben dem Getreidehandel) eine der wichtigsten Geldquellen und sah sich durch den Burgberger Wein bedroht (ähnliche Meinungsverschiedenheiten gab es zur selben Zeit mit dem Weinausschank im Schloss Spetzgart, westlich von Überlingen). Bis in die Mitte des 19. Jahrhunderts blieb es bei diesen Auseinandersetzungen. Bis 1832 waren unter den Eigentümern des Burgbergs die Überlinger Patrizierfamilie Reutlinger (bis 1697), ein kaiserlicher Reichshofrat, der Überlinger Bürgermeister von Lenz (1790–1799) sowie ein Obervogt aus Randegg. 1816 wurde das Schlossgut auf dem Burgberg zwangsversteigert, der neue Besitzer verkaufte aber den Burgberg im selben Jahr wieder, da er sich durch die Überlinger Bevölkerung bedroht fühlte.
Im Jahr 1832 kam der Burgberg mit sämtlichen Bauwerken an einen Gastwirt, der das Schankrecht und die Eigenverwaltung des Burgbergs vollkommen ausnützte, trotz Warnungen des Überlinger Stadtrats. In kommender Zeit wurden im Schloss umfangreiche Umbauten vollzogen und es wurde zum Gasthof umgewandelt (u. a. wurde die Schlosskapelle zu einer Trinkstube). Teile des Gutsgeländes wurden verkauft und die alten, unwirtschaftlich gewordenen Weinreben auf dem Burgberg größtenteils entfernt sowie ein beträchtlicher Teil der Gemarkung gerodet, die Flächen dienten danach der Weidenutzung. Nur der etwa ein Hektar große Schlosspark, der vom Vorbesitzer mit (hauptsächlich) kanadischen Baumarten sowie Koniferen und Wacholderarten angelegt wurde, blieb weitestgehend erhalten. Der neue Gasthof auf dem Burgberg entwickelte sich in der Mitte des 19. Jahrhunderts zu einem beliebten Ausflugsziel der Überlinger Bevölkerung. Nachdem der Burgberg in Besitz des schwedisch-schweizerischen Grafen von Hallwyl gelangt war, wurde die eigenständige Verwaltung im Jahr 1888 vollständig aufgelöst und zur Stadt Überlingen eingemeindet. Der Graf verzichtete auf die selbstständige Gemarkung Burgberg.

### 20. Jahrhundert
1910 folgten Umbauten am Wasserschloss, der Gasthof war schon vorher aufgegeben worden. Seitdem häuften sich auch wieder die Besitzerwechsel (einer davon war ein Freiherr des Adelsgeschlechts von Zedtwitz), bis der Stuttgarter Industrielle Carl Valentin im Jahr 1932 das Schloss mit Garten erwarb. 

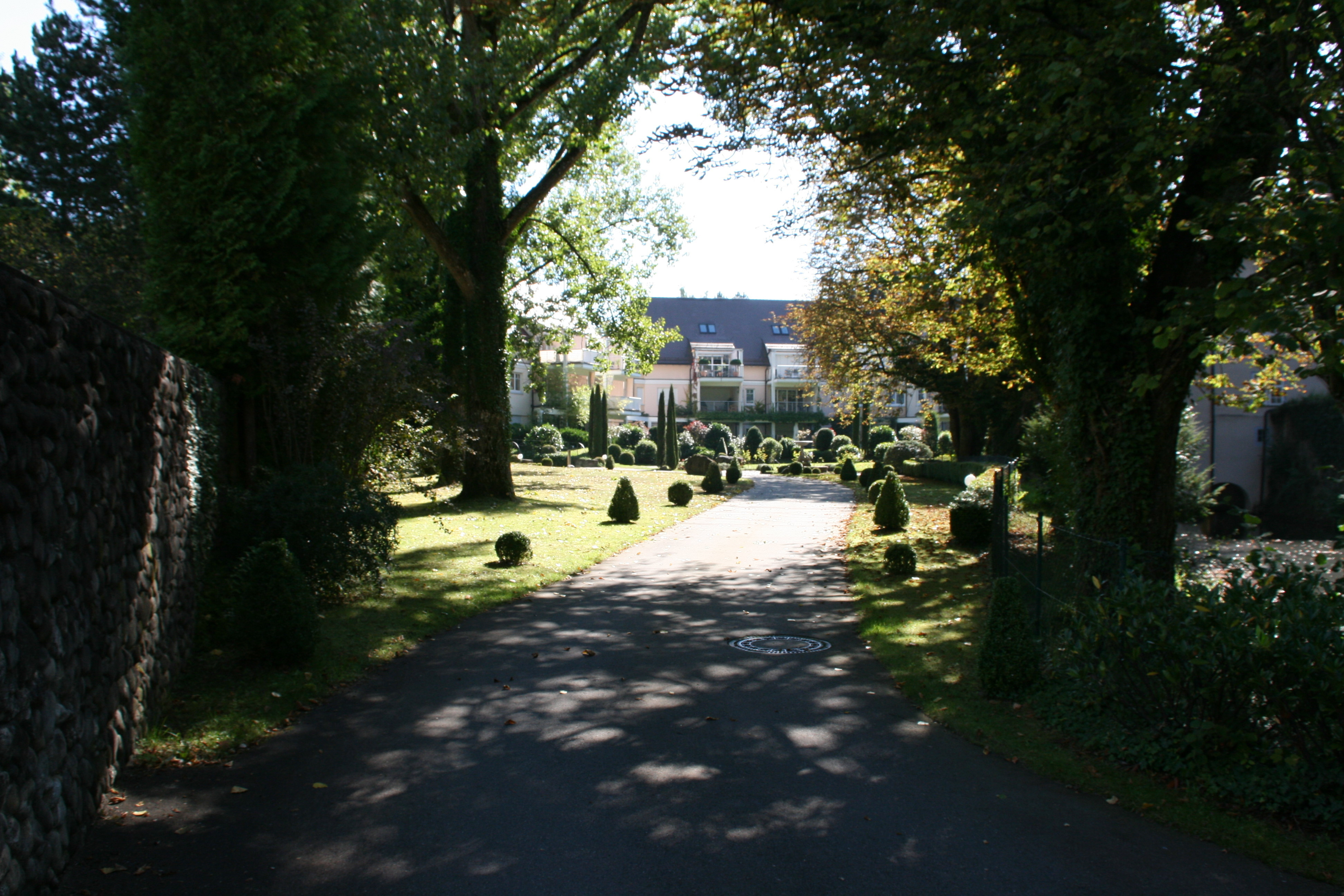
Blick in den Schlosspark

 Eine Restaurierung folgte, wobei unter anderem die barocken Stuckdecken wiederhergestellt wurden. Auch der bewaldete Garten wurde zum Schlosspark gestaltet. Ende der 1960er Jahre fand eine weitere Restaurierung und Sanierung statt. Durch den Abriss der Wirtschaftsgebäude konnte man auch den Schlosspark vergrößern.
Der gesamte Burgberg war bis in die 1960er Jahre neben dem Schloss nahezu unbebaut geblieben, bis die Stadt Überlingen 1963 rund 24 Hektar rund um das Wasserschloss erwarb, um dort ein vom Bund gefördertes Demonstrativbauvorhaben zu realisieren. Der gesamte Burgberg wurde bis in die 1980er-Jahre hinein zum Wohngebiet umgewandelt und nahezu komplett mit Wohngebäuden (darunter Hochhäuser; Reihen- und Terrassenhäuser) im typischen Stil der Zeit bebaut. In jüngerer Zeit entstanden auch im Schlosspark selber einige Wohngebäude. Lag das Wasserschloss Burgberg Jahrhundertelang weit außerhalb der Stadt, so befindet es sich heute mitten in diesem Stadtteil, der von rund 2000 Menschen bewohnt wird.

## Heutige Nutzung
Das Schloss und der Schlosspark befinden sich nach wie vor in Privatbesitz und sind öffentlich nicht zugänglich. Durch den waldartigen Schlosspark und die großzügige Ummauerung wirkt das Schloss sehr abgeschirmt, so dass es nahezu völlig verdeckt, von außen kaum sichtbar ist.